# Cleveíta

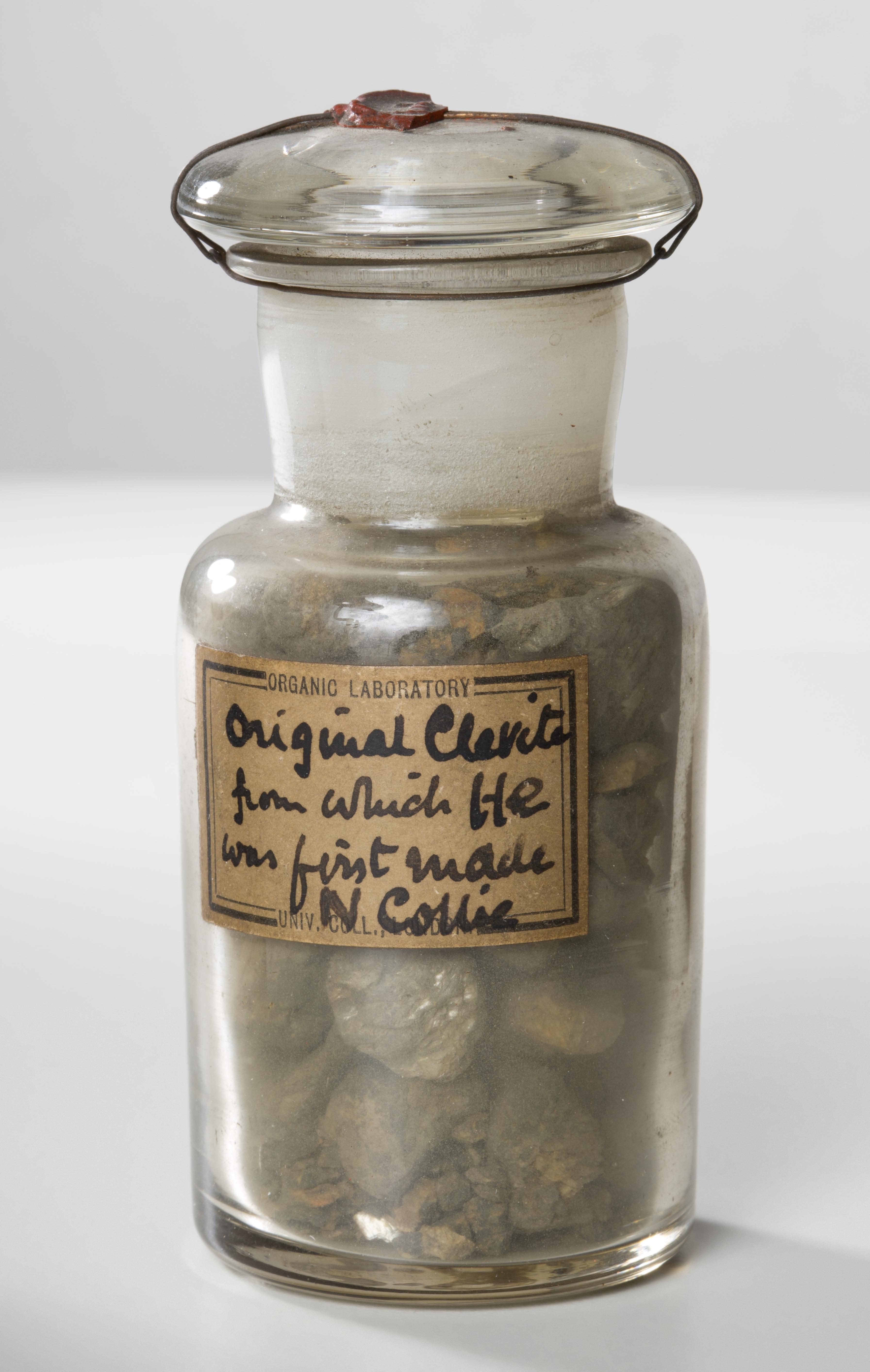
Cleveíta de la que se aisló por primera vez el Helio.

La cleveíta es un mineral radiactivo que contiene uranio y se encuentra en Noruega. Se trata de una variedad impura de uraninita, y tiene de composición UO2 con un 10% de los átomos de uranio sustituidos por elementos de tierras raras. Fue nombrado en 1878 por Adolf Erik Nordenskjöld, en honor del químico sueco Per Teodor Cleve.

## Descubrimiento del helio
La cleveíta fue la primera fuente terrestre conocida de helio, que se crea por emisión de radiación alfa del uranio y, a continuación se queda atrapado (oclusión) en el mineral. La primera muestra de helio fue obtenida por William Ramsay en 1895, cuando trató una muestra del mineral con ácido. Cleve y Nils Abraham Langlet consiguieron aislar el helio de la cleveíta más o menos al mismo tiempo. También lo había conseguido Hillebrand pero creyó que el gas obtenido era nitrógeno.
La yttrogummita es una variante de cleveíta que también se encuentra en Noruega.